# Скаудвильский район
Скаудвильский район (лит. Skaudvilės rajonas) — административно-территориальная единица в составе Литовской ССР, существовавшая в 1950—1962 годах. Центр — город Скаудвиле.
Скаудвильский район был образован в составе Клайпедской области Литовской ССР 20 июня 1950 года. В его состав вошли 20 сельсоветов Таурагского уезда, 9 сельсоветов Расейнского уезда и 7 сельсоветов Юрбаркского уезда.
28 мая 1953 года в связи с ликвидацией Клайпедской области Скаудвильский район перешёл в прямое подчинение Литовской ССР.
8 декабря 1962 года Скаудвильский район был упразднён, а его территория разделена между Таурагским и Шилальским районами.